# 山口俊一 (帝国議会議員)

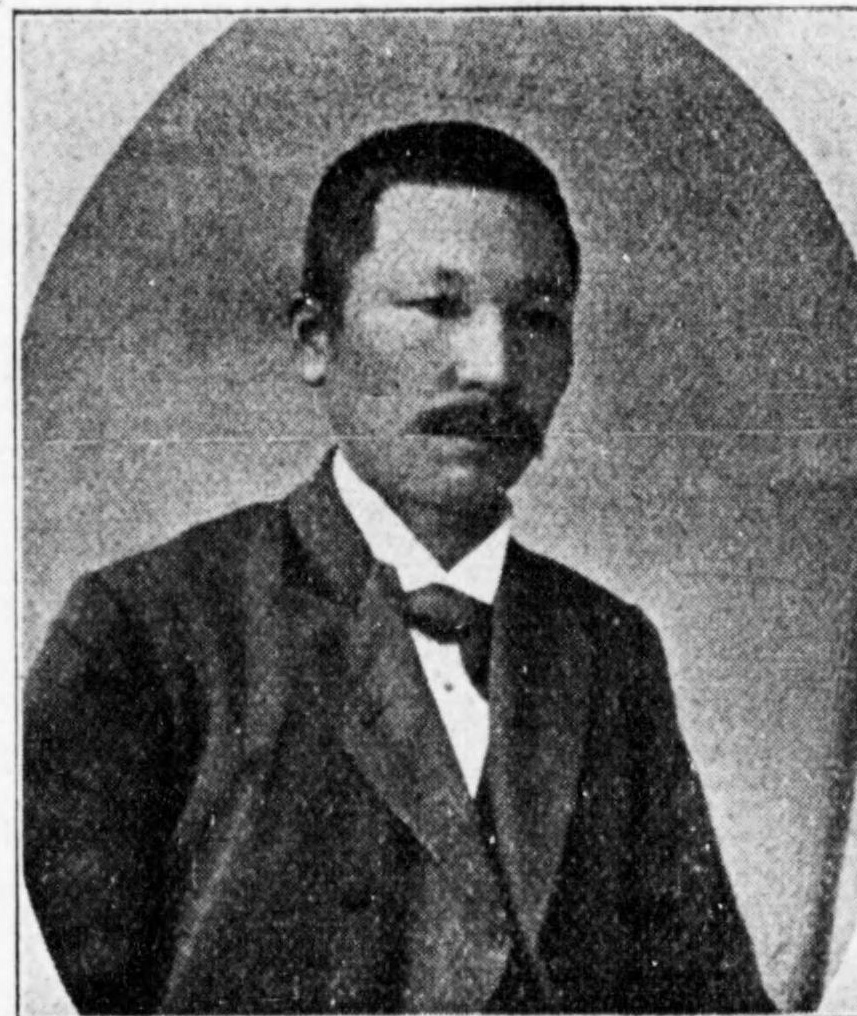
山口俊一

山口 俊一（やまぐち しゅんいち、1860年2月16日（万延元年1月25日）- 1933年（昭和8年）10月1日）は、明治から大正期の実業家・政治家。衆議院議員、京都府会議長、京都府加佐郡新舞鶴町長。幼名・浅吉。

## 経歴
丹波国天田郡細見辻村（京都府天田郡細見村細見辻、三和村、三和町を経て現福知山市）で、農業、酒造業・山口覚兵衛、てい の長男として生まれる。1876年（明治9年）京都に出て、林正躬、横井忠直から漢学を、吉田健吾から数学を学び、京都府中学校（現京都府立洛北高等学校・附属中学校）にも通った。1879年（明治12年）大阪で牧田修蔵から法律学を学んだ。
1881年（明治14年）に帰郷し、同年11月、細見辻村戸長に就任。その後、学務委員、天田郡連合町村会担当戸長、天田郡書記、何鹿郡書記を務め、1890年（明治23年）1月に退官した。同年2月、京都府会議議員に選出され、1915年（大正4年）3月まで通算7期在任し、郡部会副議長、府会副議長、郡部会議長、参事会員、府会議長も務めた。1899年（明治32年）9月に天田郡会議員に当選した。
1897年（明治30年）12年、進歩党京都支部常議員に就任し、憲政党を経て立憲政友会に所属して奥繁三郎の参謀として活動したが、1913年（大正2年）秋に京都府会での廃案事件がきっかけで同志13人と共に政友会から立憲同志会に加わった。その後、憲政会に所属した。
1892年（明治25年）2月、第2回衆議院議員総選挙で京都府第5区から無所属で立候補して落選。第3回（自由党）、第4回総選挙（無所属）でも落選。1898年（明治31年）3月の第5回総選挙で進歩党から出馬して初当選。第6回総選挙（憲政本党）では次点で落選。1902年（明治35年）8月の第7回総選挙では京都府郡部区から立憲政友会所属で出馬して再選された。その後、第12回（立憲同志会）、第13回総選挙（憲政会）で連続して再選され、衆議院議員に通算4期在任した。1917年（大正6年）4月の第14回総選挙で京都府第6区から憲政会公認で立候補したが次点で落選し、国政から引退した。
1921年（大正10年）11月、新舞鶴町長に就任し、1926年（大正15年）11月まで在任し、舞鶴港湾修築に尽力した。その他、大隊区徴兵参事員、京都府教育会天田郡部会副会長なども務めた。
実業界では、1894年（明治27年）7月、(株) 福知山米穀生糸取引所を設立し理事長に就任。1896年（明治29年）8月、京都土木 (株) 社長となり、同年12月、福知山町に帝国用達 (株) を設立し社長に就任した。
昭和の初め京都市上京区小山上内河原町に転居して余生を過ごし、同地で1933年10月に没した。

## 著作
- 編『刑法問答』吉岡平助、1880年。
- 編『治罪法問答 巻1』山口俊一、1881年。